# Зенон Элейский
Зено́н Эле́йский (Элеатский; др.-греч. Ζήνων ὁ Ἐλεάτης; около 490 до н. э., Элея, Лукания — около 430 до н. э., там же) — древнегреческий философ, ученик Парменида, представитель Элейской школы. Знаменит своими апори́ями, которыми он пытался доказать противоречивость концепций движения, пространства и множества. Научные дискуссии, вызванные этими парадоксальными рассуждениями, существенно углубили понимание таких фундаментальных понятий, как роль дискретного и непрерывного в природе, адекватность физического движения и его математической модели и др. Эти дискуссии продолжаются и в настоящее время (см. список литературы).

## Биография
Зенон — сын Телеутагора. Учился у Ксенофана и Парменида. Написал ряд философских трудов, которые не сохранились. Из упоминаний комментаторов известны названия некоторых из них: «Споры», «Толкование 
стихов Эмпедокла», «Против философов» и «О природе».
Среди учеников Зенона были полководцы Перикл и Пифодор.

## Легенды
Как сообщает Диоген Лаэртский, Зенон участвовал в заговоре против элейского тирана  того времени, имя которого Диогену точно было неизвестно, и был арестован. На допросе, при требовании выдать сообщников, вёл себя стойко и даже, согласно Антисфену, откусил собственный язык и выплюнул его в лицо тирану. Присутствовавшие граждане были настолько потрясены произошедшим, что побили тирана камнями. По сведениям же Гермиппа, Зенон был тираном казнён: его бросили в ступу и истолкли в ней.
Диоген Лаэртский также писал, что Зенон был любовником своего учителя Парменида , однако Афиней решительно опроверг подобное утверждение: «Но что всего отвратительнее и всего лживее — так это безо всякой нужды сказать, что согражданин Парменида Зенон был его любовником».

## Оценки
Аристотель называет Зенона первым диалектиком.
Диоген Лаэртский пишет:

[Зенон] был человеком великого благородства как в философии, так и в политике. Ибо книги его, полные большого ума, разносятся всюду…
Зенон был прекрасным человеком и в других отношениях, но, как и Гераклит, он презирал великих. Ибо он любил своё государство – сначала называвшееся Гюэле, а потом Элея, колонию фокейцев, простой город, который не знал ничего, кроме воспитания прекрасных людей, – больше, чем великолепие Афин; он не часто приезжал туда, но всю свою жизнь провёл в одном и том же месте.

## Апории Зенона
Современники упоминали 40 апорий Зенона, до нас дошли 9, обсуждаемые у Аристотеля и его комментаторов. Все апории являются «доказательствами от противного» — в каждой из них Зенон допускает положение, несовместимое с философией Парменида (например, что путь движущегося тела неограниченно делим или состоит из отдельных неделимых точек), после чего выводит из этого положения логическое противоречие.
Наиболее известны апории о движении:
- Ахиллес и черепаха
- Дихотомия
- Стрела
- Стадион

Апории «Дихотомия» и «Стрела» напоминают следующие парадоксальные афоризмы, приписываемые ведущему представителю древнекитайской «школы имён» (мин цзя) Гунсунь Луну (середина IV века до н. э. — середина III века до н. э.): «В стремительном [полёте] стрелы есть момент отсутствия и движения, и остановки»; «Если от палки [длиной] в один чи ежедневно отнимать половину, это не завершится и через 10000 поколений».

### О нём
- Аристотель. Физика. — В сборнике: Философы Греции. Основы основ: логика, физика, этика. — Харьков: ЭКСМО, 1999. — 1056 с. — ISBN 5-04-003348-6.
- Берестов И. В. Зенон Элейский в современных переводах и философских дискуссиях. — Новосибирск, Центр изучения древней философии и классической традиции НГУ : Офсет-TM, 2021. — 206 с. — (Античная философия и классическая традиция). — ISBN 978-5-85957-191-8.
- Платон. Парменид. — В сборнике: Платон, Сочинения в трёх томах. — М.: Мысль, 1968—1972. — (Философское наследие).
- Лебедев А. В. Зенон из Элеи // Новая философская энциклопедия : в 4 т. / пред. науч.-ред. совета В. С. Стёпин. — 2-е изд., испр. и доп. — М. : Мысль, 2010. — 2816 с.
- Лебедев С. П. История античной философии (учебное пособие). Часть первая. Физика. — Изд. 2-е. — СПб.: Издательство Русского Христианского гуманитарного института, 2004. — 183 с.
- Фрагменты ранних греческих философов. Часть I. От эпических теокосмогоний до возникновения атомистики. — М.: Наука, 1989. — 576 с. Архивировано 23 декабря 2008 года.
- Храмов Ю. А. Зенон Элейский // Физики : Биографический справочник / Под ред. А. И. Ахиезера. — Изд. 2-е, испр. и доп. — М. : Наука, 1983. — 400 с. — 200 000 экз.

### Научный анализ апорий
Литература перечислена в хронологическом порядке.
- Сватковский В. П. Парадокс Зенона о летящей стреле // ЖМНП. — 1888. — Ч. 255. — С. 203—239.
- Херсонский Н. Х. У истоков теории познания. По поводу аргументов Зенона против движения. // ЖМНП. — 1911. — Ч. XXXIV. Август. — Отд. 2. — С. 207—221.
- Богомолов С. А. Аргументы Зенона Элейского при свете учения об актуальной бесконечности // ЖМНП. — 1915. Нов. сер. — Ч. LVI. Апрель. — С. 289—328.
- Богомолов С. А. Актуальная бесконечность(Зенон Элейский и Георг Кантор). — Петроград, 1923.
- Дмитриев Г. Ещё раз о парадоксе Зенона «Ахиллес и черепаха» и путанице В. Фридмана // Под знаменем марксизма. — 1928. — № 4.
- Богомолов С. А. Актуальная бесконечность: Зенон Элейский, Ис. Ньютон и Георг Кантор. — Л.; М., 1934
- Яновская С. А. Преодолены ли в современной науке трудности, известные под названием «апории Зенона»? // Проблемы логики. — М., 1963. — С. 116—136.
- Богомолов А. С. «Летящая стрела» и закон противоречия // Философские науки. — 1964. — № 6.
- Нарский И. С. К вопросу об отражении диалектики движения в понятиях: (Ещё раз о парадоксе «Летящая стрела») // Формальная логика и методология науки. — М., 1964. — С. 3—51.
- Цехмистро И. З. Апории Зенона глазами XX века // Вопросы философии. — 1966. — № 3.
- Панченко А. И. Апории Зенона и современная философия // Вопросы философии. — 1971. — № 7.
- Манеев А. К. Философский анализ зеноновских апорий. — Минск, 1972.
- Кузнецов Г. А. Непрерывность и парадоксы Зенона «Ахиллес» и «Дихотомия» // Теория логического вывода. — М., 1973.
- Комарова В. Я. Становление философского материализма в Древней Греции. Логико-гносеологический аспект диалектики философского познания. — Л.: ЛГУ, 1975. — 135 с.
- Широков В. С. Жан Буридан об апориях Зенона // Философские науки. — 1982. — № 4. — С. 94—101.
- Смоленов Х. Апории Зенона как эвристики атомизма и диалектики // Логико-методологический анализ научного знания. — М., 1979. — С. 76—90.
- Катасонов В. Н. Апории Зенона в интерпретации А. Койре // Актуальные проблемы методологии историко — научных исследований. — М., 1984. — Деп. в ИНИОН 23.07.1984, № 17569.
- Комарова В. Я. Учение Зенона Элейского: попытка реконструкции системы аргументов. — Л.: ЛГУ, 1988. — 264 с.
- Солодухина А. О. Решил ли Айдукевич апорию Зенона «Стрела»? // Научная конференция «Современная логика: проблемы теории, истории и применения в науке». — СПб., 1996.
- Анисимов А. М. Апории Зенона и проблема движения // Труды научно-исследовательского семинара Логического центра ИФ РАН. — М., 2000. — Вып. XIV. — С. 139—155.
- Смирнов А. В. Соизмеримы ли основания рациональности в разных философских традициях? Сравнительное исследование зеноновских апорий и учений раннего калама //Сравнительная философия. — М., 2000. — С. 167—212.
- Вилесов Ю. В. Апории Зенона и соотношение неопределённостей Гейзенберга // Вестник МГУ. Сер. 7. Философия. — 2002. — № 6. — С. 20—28.
- Шалак В. И. Против апорий // Противоположности и парадоксы (методологический анализ). — М., 2008. — С. 189—204.
- Дёмин Р. Н. Гунсунь Лун об искусстве стрельбы из лука и апория Зенона Элейского «Стрела» // V Российский философский конгресс «Наука. Философия. Общество» Материалы. — Т. II. — Новосибирск, 2009. — С. 94—95.
- Vlastos G. A. A note of Zeno’s arrow // Phronesis. 1966. — Vol. XI. — P. 3—18.
- Salmon W. Zeno’s paradoxes. — New York, 1970; Zeno’s Paradoxes, 2nd Edition. — Indianapolis: Hackett Publishing Co. Inc. 2001.
- Chambers, Connor J. Zeno of Elea and Bergson’s Neglected Thesis // Journal of the History of Philosophy. — Vol. 12, Number 1, January 1974. — P. 63—76.
- Vlastos G. A. Plato’s testimony concerning Zeno of Elea // Journal of the History of Ideas (New York), 1975. — Vol. XLV. — P. 136—162.
- Smirnov A. Do the Fundamentals of Rationality in Different Philosophical Traditions Correspond? A comparative study of Zeno’s paradoxes and teachings of early Kalām // Islam — West Philosophical Dialogue: the papers presented at the World Congress on Mulla Sadra, May, 1999, Tehran. — Tehran: Sadra Islamic Philosophy Research Institute, 2004. — P. 109—120.